# Арні (Берн)
Арні (нім. Arni BE) — громада  в Швейцарії в кантоні Берн, адміністративний округ Берн-Міттельланд.

## Географія
Громада розташована на відстані близько 17 км на схід від Берна.
Арні має площу 10,4 км², з яких на 5,6% дозволяється будівництво (житлове та будівництво доріг), 68,9% використовуються в сільськогосподарських цілях, 25,4% зайнято лісами, 0,1% не є продуктивними (річки, льодовики або гори).

## Демографія
2019 року в громаді мешкало 930 осіб (-1,6% порівняно з 2010 роком), іноземців було 2,8%. Густота населення становила 89 осіб/км².
За віковим діапазоном населення розподілялося таким чином: 21,6% — особи молодші 20 років, 59,7% — особи у віці 20—64 років, 18,7% — особи у віці 65 років та старші. Було 404 помешкань (у середньому 2,3 особи в помешканні).
Із загальної кількості 254 працюючих 133 було зайнятих в первинному секторі, 50 — в обробній промисловості, 71 — в галузі послуг.